# Тшцянне
Тшцянне (пол. Trzcianne) — село в Польщі, у гміні Тшцянне Монецького повіту Підляського воєводства.
Населення — 561 особа (2011).
У 1975-1998 роках село належало до Ломжинського воєводства.

## Демографія
Демографічна структура станом на 31 березня 2011 року:
|          | Загалом | Допрацездатний вік | Працездатний вік | Постпрацездатний вік |
| -------- | ------- | ------------------ | ---------------- | -------------------- |
| Чоловіки | 287     | 56                 | 196              | 35                   |
| Жінки    | 274     | 45                 | 155              | 74                   |
| Разом    | 561     | 101                | 351              | 109                  |